# Throne of Chaos
Throne of Chaos – fińska grupa heavymetalowa, założona w Espoo, działająca w latach 1996–2005.

## Skład zespołu
- Carl Sjöblom – instrumenty klawiszowe
- Tuomas Nieminen – śpiew
- Rasmus Nora – gitara basowa
- Snake Laitinen – perkusja
- Taneli Kiljunen – gitara, śpiew

## Dyskografia

### Albumy studyjne
- Menace and Prayer (2000)
- Pervertigo (2002)
- Loss Angeles (2003)

### Single, minialbumy i dema
- Equilibrium (Demo, 1996)
- Fata Morgana (EP, 1997)
- Truth and Tragedy (Singel, 2002)